# Отдельная дивизия (Греция)
Отдельная дивизия или Независимая дивизия (греч. Ανεξάρτητη Μεραρχία) — дивизия греческой армии, сформированная в июле 1921 года с целью занять Константинополь. Была задействована и проявила себя в операциях последнего этапа малоазийского похода греческой армии до сентября 1922 года. Её 17-дневный 630-километровый переход из западной Малой Азии к Эгейскому морю с боями по территории уже занятой турецкими войсками греческая историография сравнивает с «Отступлением десяти тысяч» из «Анабасис» Ксенофонта.

## Политическая предыстория
После поражения Османской империи в Первой мировой войне, вопросы связанные с зонами её оккупации были обсуждены в Париже в январе 1919 года (Парижская мирная конференция). Противоречия внутри Антанты и претензии Италии на зону Смирны привели к тому, что Дэвид Ллойд Джордж обвинил итальянцев в поощрении турецких гонений против греческого населения региона и 23 апреля (6 мая) союзники предоставили Греции мандат на оккупацию города и зоны вокруг него.
Греческий премьер-министр Венизелос не мог отказаться от подобного предложения. Мандат был подписан османским правительством, но сразу же встретил сопротивление кемалистского движения. 10 августа 1920 года был подписан Севрский мирный договор. Восточная Фракия, за исключением Константинополя, становилась греческой. Смирна и вилайет Айдына оставаясь на 5 лет под греческим контролем, были под номинальным суверенитетом султана. Судьбу региона предполагалось вынести на референдум населения через 5 лет,.
После военных и дипломатических триумфов Венизелос, уверенный в своей победе, объявил выборы Однако, победу одержали монархисты, которые выступали под лозунгом прекращения войны. Возвращение наследного принца Константина дало возможность союзникам Греции отказаться от союзных обязательств. Итальянцы и французы начали снабжать кемалистов оружием, что, согласно английскому историку Дакину, стало «прологом последовавшего предательства». Монархисты, обещавшие прекратить войну, оказались перед выбором: оставить Малую Азию и её греческое население на произвол судьбы или продолжить войну.
Жозеф Гуро считал, что для принуждения к миру в Малой Азии были необходимы 27 дивизий, в то время как греки располагали 9 дивизиями. Несмотря на это, было принято решение приступить к активным военным действиям.
Греческая армия предприняла наступление летом 1921 года и одержала победу в Афьонкарахисаре-Эскишехире. Войска кемалистов успели выйти из котла и отступить вглубь Малой Азии — к Анкаре. Несмотря на возражения начальника штаба генерала Дусманиса, было принято решение идти к Анкаре, чтобы там разгромить кемалистов. Греческая армия дошла до Анкары, но после 22 дней боёв, не имея дополнительных сил и боеприпасов, «была вынуждена отойти, именно в тот момент, когда победа была близка».

## Создание дивизии

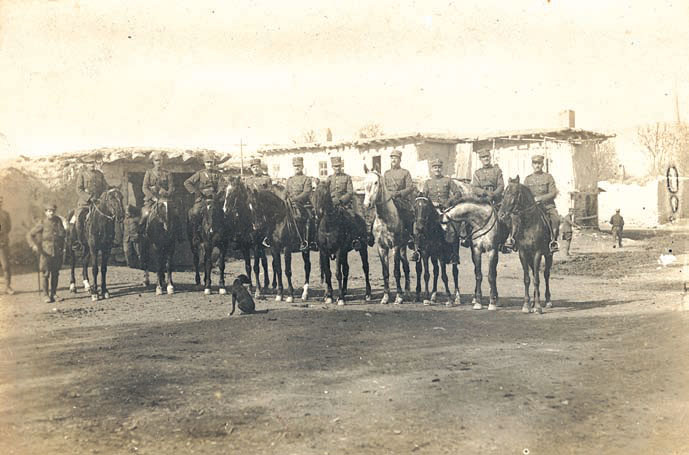
Штаб Отдельной дивизии в селе Муталиб

Фронт застыл. Греческое правительство оказалось в тупике. Сил для победного завершения войны не было. Решение на дальнейший отход не принималось. Вместо этого правительство монархистов решило принудить к действию своих номинальных союзников занятием Константинополя силами 2-х дивизий. Одной из них стала Отдельная дивизия. Название Отдельная дивизия было временным. Предполагалось, что дивизия получит имя «Дивизия Константинополя» или «Дивизия Константин Палеолог».
Формирование дивизии началось приказом от 29 июня 1921 года. 6 июля 1921 года Отдельная дивизия была сформирована в составе армии Фракии — Македонии из военнослужащих призывов 1912—1921 годов и частично из призывов 1903—1904 годов. Первым командиром дивизии стал генерал-майор Г. Леонардопулос.

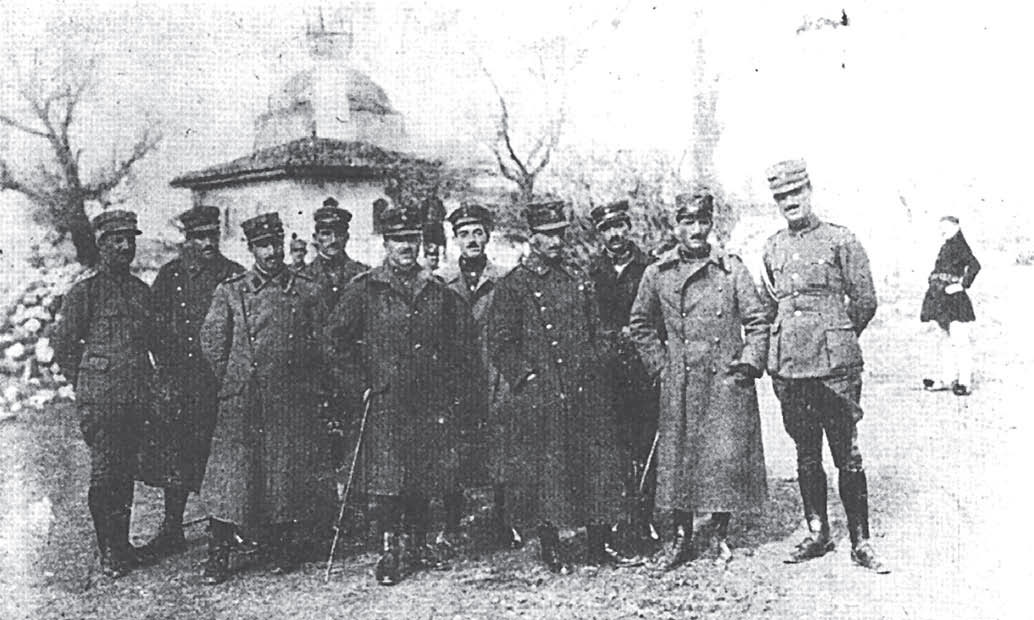
Штаб Отдельной дивизии в ноябре 1921 года, в селе Суджа Эдин.

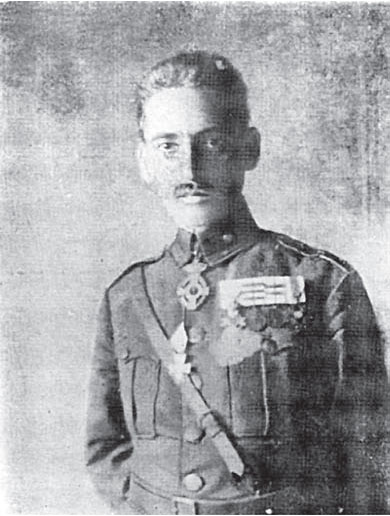
комдив полковник Димитриос Теотокис

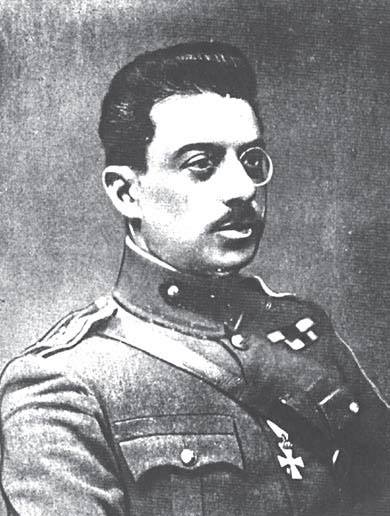
полковник Димитриос Амбелас

## Дивизия в Малой Азии

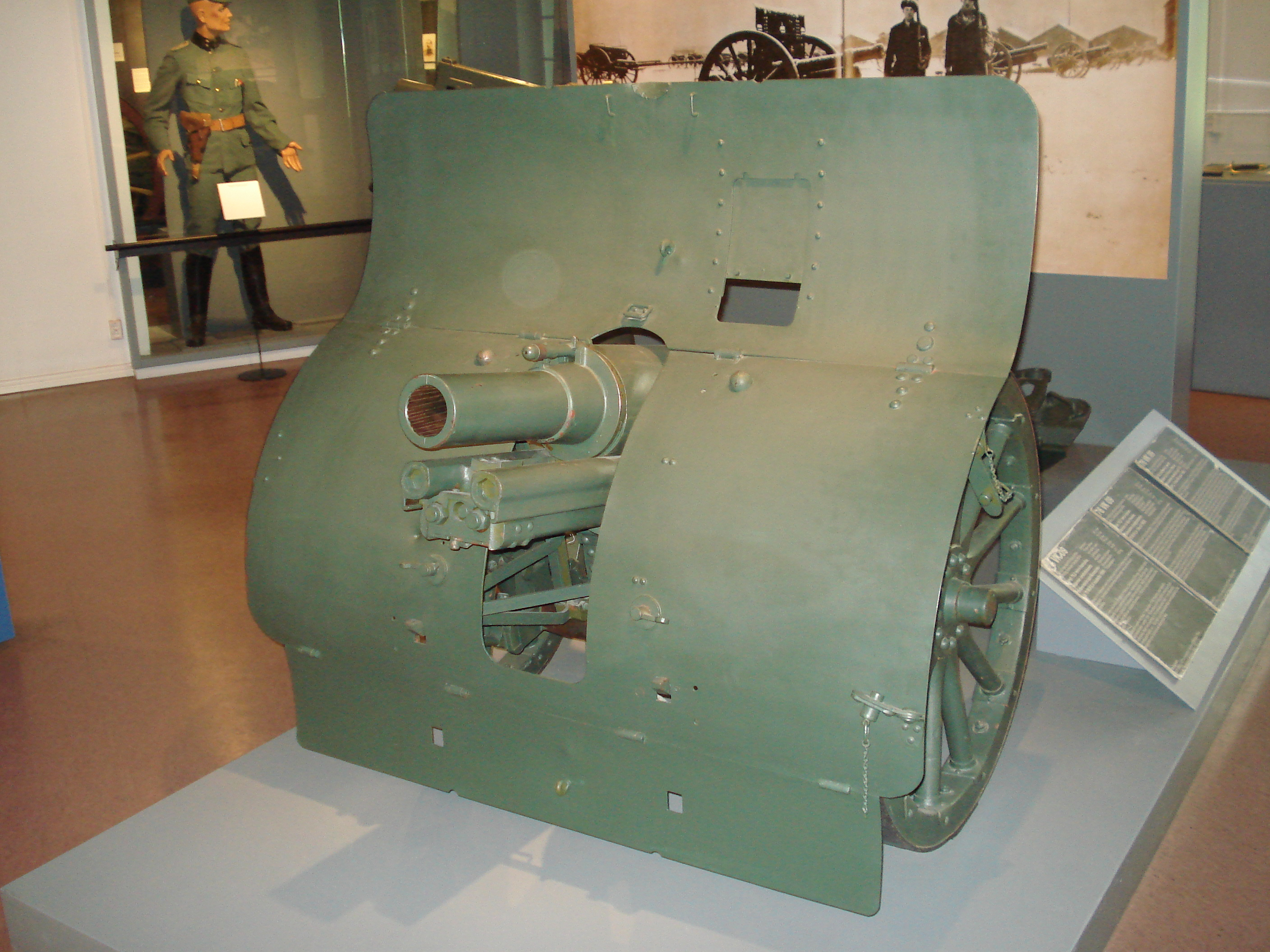
Горное орудие 76 мм Schneider-модификация полковника П. Данглиса 1906 года, радиус 8400 м

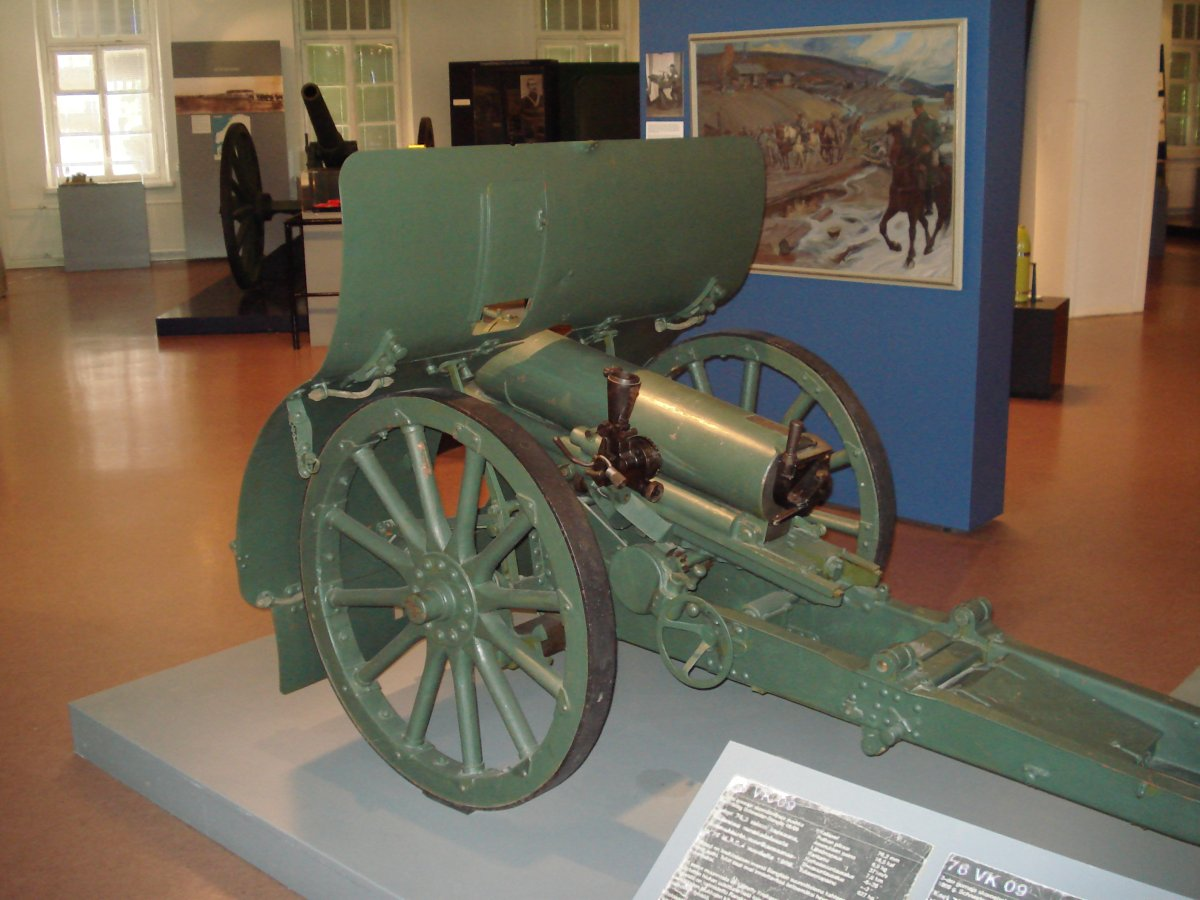
Горное орудие 76 мм Schneider-модификация полковника П. Данглиса 1906 года

Несмотря на первоначальную идею занятия Константинополя и соответствующей для этой задачи подготовки, приказа о занятии Константинополя не последовало. Напротив, 4 августа 1921 года военное министерство приказало Отдельной дивизии переправится в Киос на азиатском побережье Мраморного моря и совершить переход к Дорилеон, куда дивизия и прибыла 2 сентября 1921 года и вошла в состав 3-го корпуса армии. 8 сентября 1921 года Отдельной дивизии было приказано двигаться в восточном направлении, с сектором операций от городка Шехит Гази до Ак Ин.. Дивизия отбила у турок городок Шехит Гази и установила линию обороны. Тем временем командный состав дивизии изменился и к 1922 году штаб дивизии состоял из командира дивизии полковника Димитриоса Теотокиса, начальника штаба Г. Момфератос, командира пехоты И. Константину и командира артиллерии Гарезоса, которого вскоре сменил подполковник артиллерии С. Маврогенус.
Командиром 51-го пехотного полка был подполковник Н. Ципурас, дивизиона горной артиллерии — майор Н. Коломвотсос и дивизиона трофейных орудий Шкода — майор Κ. Тотсиос. 16 августа 1922 года 52-й полк вышел из состава дивизии и был включён в состав 3-го корпуса армии.
| Состав Отдельной дивизии на 16 августа 1922 года |                                         |                                               |                                               |                                               |                                               |                                               |                                               |                                                              |                                                              |
| Подразделение                                    | Подразделение                           | Офицеры                                       | Офицеры                                       | Рядовые                                       | Рядовые                                       | Животные                                      | Животные                                      | Другая информация                                            | Другая информация                                            |
| 51-й пехотный полк                               | 51-й пехотный полк                      | 66                                            | 66                                            | 2192                                          | 2192                                          | 555                                           | 555                                           | -                                                            | -                                                            |
| 52-й пехотный полк                               | 52-й пехотный полк                      | Остался в Ак Ин В составе 3-го корпуса армии. | Остался в Ак Ин В составе 3-го корпуса армии. | Остался в Ак Ин В составе 3-го корпуса армии. | Остался в Ак Ин В составе 3-го корпуса армии. | Остался в Ак Ин В составе 3-го корпуса армии. | Остался в Ак Ин В составе 3-го корпуса армии. | Остался в Ак Ин В составе 3-го корпуса армии.                | Остался в Ак Ин В составе 3-го корпуса армии.                |
| 53-й пехотный полк                               | 53-й пехотный полк                      | 65                                            | 65                                            | 2223                                          | 2223                                          | 550                                           | 550                                           | состоял из 2-х батальонов гвардейцев и 3-х пулемётных групп  | состоял из 2-х батальонов гвардейцев и 3-х пулемётных групп  |
| Дивизион горной артиллерии                       | Дивизион горной артиллерии              | 23                                            | 23                                            | 754                                           | 754                                           | 463                                           | 463                                           | 8 орудий Schneider — Данглис 75 мм.                          | 8 орудий Schneider — Данглис 75 мм.                          |
| Дивизион равнинной артиллерии (батарея)          | Дивизион равнинной артиллерии (батарея) | 10                                            | 10                                            | 176                                           | 176                                           | 177                                           | 177                                           | 4 орудия Skoda 105 мм. + 2 орудия Schneider — Данглис 75 мм. | 4 орудия Skoda 105 мм. + 2 орудия Schneider — Данглис 75 мм. |
| полу-эскадрон кавалерии (2 взвода)               | полу-эскадрон кавалерии (2 взвода)      | 6                                             | 6                                             | 106                                           | 106                                           | 101                                           | 101                                           | -                                                            | -                                                            |
| сапёрный полу-батальон (2 роты)                  | сапёрный полу-батальон (2 роты)         | 8                                             | 8                                             | 283                                           | 283                                           | 111                                           | 111                                           | -                                                            | -                                                            |
| Гужевой дивизион                                 | Гужевой дивизион                        | 11                                            | 11                                            | 348                                           | 348                                           | 405                                           | 405                                           | -                                                            | -                                                            |
| Дивизион санитаров                               | Дивизион санитаров                      | 3                                             | 3                                             | 198                                           | 198                                           | 58                                            | 58                                            | -                                                            | -                                                            |
| 3 горных операционных Α', Β' и Γ'                | 3 горных операционных Α', Β' и Γ'       | 12                                            | 12                                            | 28                                            | 28                                            | 15                                            | 15                                            | с госпиталем                                                 | с госпиталем                                                 |
| медицинский взвод                                | медицинский взвод                       | 1                                             | 1                                             | 28                                            | 28                                            | 65                                            | 65                                            | -                                                            | -                                                            |
| отряд телеграфистов                              | отряд телеграфистов                     | 3                                             | 3                                             | 133                                           | 133                                           | 15                                            | 15                                            | -                                                            | -                                                            |
| мобильная мастерская                             | мобильная мастерская                    | 4                                             | 4                                             | 45                                            | 45                                            | 28                                            | 28                                            | -                                                            | -                                                            |
| штабная рота                                     | штабная рота                            | 4                                             | 4                                             | 375                                           | 375                                           | 177                                           | 177                                           | -                                                            | -                                                            |
| отряд армейской полиции                          | отряд армейской полиции                 | 2                                             | 2                                             | 20                                            | 20                                            | 3                                             | 3                                             | -                                                            | -                                                            |
| мастерская эксплуатационников                    | мастерская эксплуатационников           | 1                                             | 1                                             | 18                                            | 18                                            | -                                             | -                                             | -                                                            | -                                                            |
| взвод распределения                              | взвод распределения                     | 4                                             | 4                                             | 131                                           | 131                                           | 7                                             | 7                                             | -                                                            | -                                                            |
| группа дезинфекции                               | группа дезинфекции                      | 1                                             | 1                                             | 3                                             | 3                                             | -                                             | -                                             | -                                                            | -                                                            |
| стадо мясного скота                              | стадо мясного скота                     | 1                                             | 1                                             | 43                                            | 43                                            | -                                             | -                                             | -                                                            | -                                                            |
| Общая сила                                       | Общая сила                              | 244                                           | 244                                           | 7400                                          | 7400                                          | 2845                                          | 2845                                          | орудий: 14, пулемётов: 48                                    | орудий: 14, пулемётов: 48                                    |

## Отступление
В августе 1922 года дивизии было приказано совершить переход по тылам наступающей турецкой армии на юго-запад из Ак Ин к железнодорожной станции Cehurler, чтобы направится к Думлу Пинар в распоряжение 2-й группы армии. Согласно приказу, дивизия дошла до Ак Олук и расположилась северо-восточнее села. На следующий день дивизия, получив информацию, что здесь прошла турецкая кавалерийская дивизия, продолжила марш к заброшенной железнодорожной станции Cehurler. Однако марш продолжился в направлении к Думлу Пинар. Вечером того же дня дивизия дошла до железнодорожной станции Алаюд, которая располагалась у Кютахьи. Дивизия была уже изолированна от греческих сил. В радиусе 120 км рация дивизии не получала сигналы от других соединений. Однако утром 18 августа был принят шифрованный приказ из штаба армии, который гласил : «если до завтра 18 августа 1922 года вы не соединитесь с 1-м или 2-м корпусами армии, следуйте через Гедиз к городу Ушак». Ответов на вопросы непонятного приказа не последовало. Командование Отдельной дивизии приняло решение не исполнять приказ, так как переход к городу Ушак становился невозможным, поскольку канонады более не было слышно. Отсутствие канонады командование поняло как признак того, что Южная группа армии уже отступила. Это решение в конечном итоге стало спасением дивизии, потому что продолжение перехода означало бы её окружение и полный разгром превосходящими силами неприятеля.

### Южнее Кютахьи

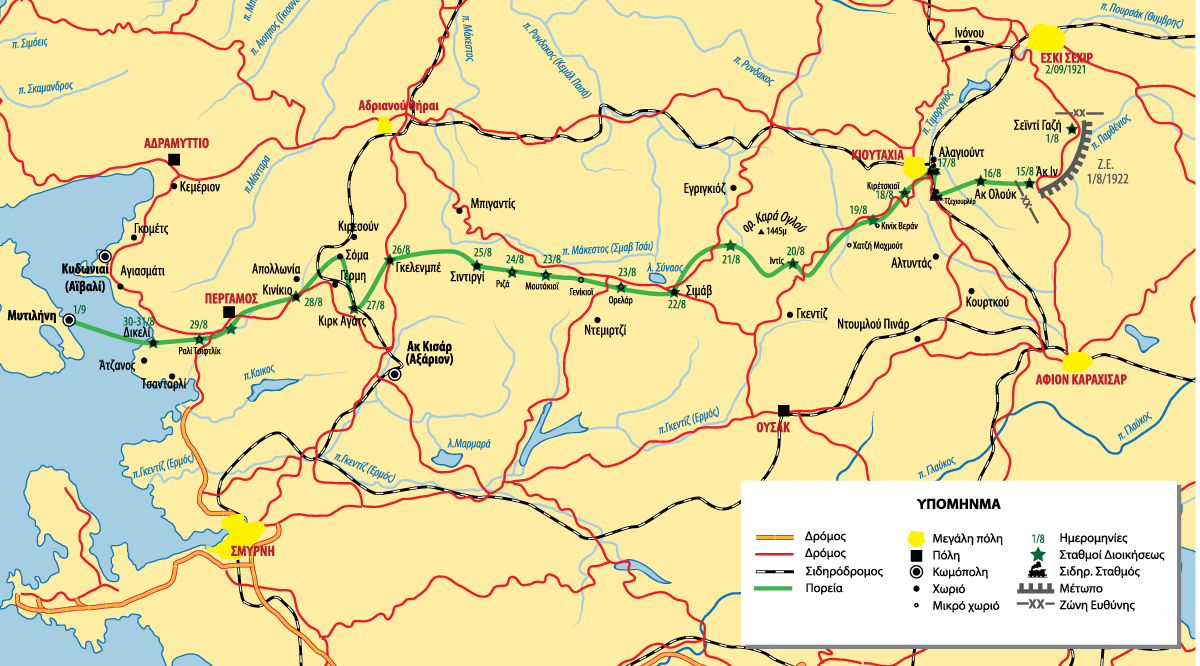
Марш Отдельной дивизии показан на карте зелёным цветом

Дивизия последовала маршем к Кютахье. В ходе этого перехода не только части её прикрытия с флангов, авангарда, но и основной колонны ввязывались в бои с соединениями неприятеля. Результаты этих боёв были успешными, но с большими потерями. Частям Отдельной дивизии удалось продолжить свой марш и освободить греческих солдат и офицеров полностью разгромленного 32-го полка. Бои Отдельной дивизии с турецкой кавалерийской дивизией и с турецкой 3-й дивизией Кавказа задержали продвижение этих турецких соединений, имевших приказ продвинуться быстро к области Инону и перекрыть путь к отступлению 3-у корпусу греческой армии.

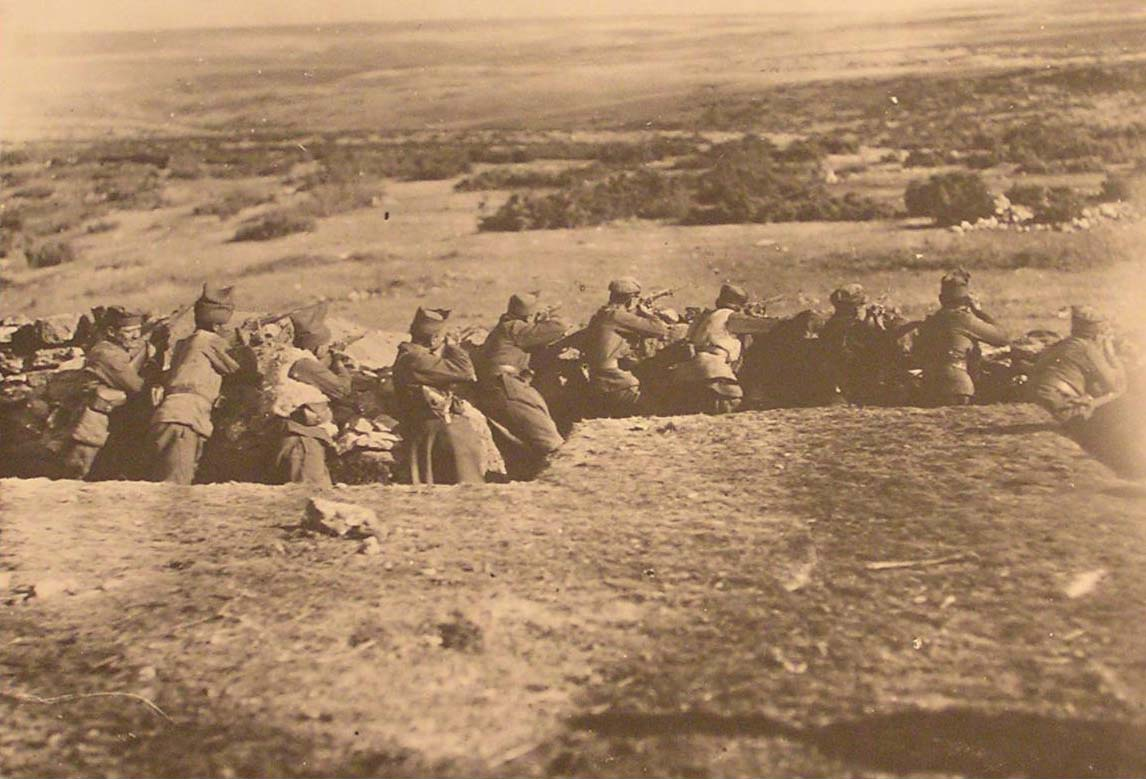
Солдаты Отдельной дивизии ведут стрельбу по неприятелю из окопов

### Гедиз и Симав
Основной задачей командования дивизии стало расположение на безопасной оборонной позиции и обеспечение питьевой водой и продовольствием. В ходе своего марша Отдельная дивизия встречала и собирала солдат разбитого 32-го полка, которых свела в отдельную роту. Дивизия совершила остановку и расположилась севернее села Киник Веран. Из информации полученной от солдат 32-го полка, а также по отсутствию канонады, командование дивизии пришло к заключению, что Южная группа греческой армии отступила западнее города Ушак. 20 августа (2 сентября) с греческого аэроплана был сброшен металлический сосуд с информацией о позициях и состоянии греческих сил, а также о движениях неприятеля, который преследовал Южную группу армии. Командование дивизии решило продолжить марш в направлении Гедиз, Симав, Синдирги, Кыркагач.
В ходе перехода от входа в теснину Гедиз и до Симава арьергард дивизии вёл бои с турецкой дивизией, стремившейся опередить греков в занятии Симава. От турецких военнопленных, но и от спасённых греческих солдат стала поступать информация, что греческая армия была расстреляна турецкой артиллерией и разгромлена при отступлении через Думлу Пинар. Несмотря на это, Отдельная дивизия дошла до Симава и вошла в город. Здесь была получена информация что турки заняли Ушак и наступают в направлении Филадельфии. Ожидая прибытия больших турецких сил командир дивизии решил отойти и расположится у деревни Орелар. На следующий день, распространив слухи о своём марше к Демирджи, дивизия двинулась по направлению к Мутакёй и расположилась в его окрестностях.

### Синдирги и Геленбе
Марш продолжился и дивизия, после стычек с частями турецкой армии, дошла до Синдирги. В городе жило много греков, комитет которых выявил желание жителей следовать за дивизией. Их просьба была отклонена командованием дивизии, надеявшегося что турецкие жители города защитят своих сограждан греков. Это решение было принято с печалью личным составом дивизии. В конечном итоге, греческое население города было вырезано турецкими силами, следовавшими за Отдельной дивизией.
Об этом эпизоде существует и противоположное мнение (генерального штаба), что несмотря на то что дивизия была согласна включить в свою колонну беженцев и перевезти их в Грецию, греческое население не согласилось оставить свой город.
На следующий день части дивизии двинулись к Геленбе. На протяжении всего перехода, иррегулярные части неприятеля стреляли по колонне, не нанося при этом серьёзных потерь . Войдя в город Геленбе дивизия нашла дома и церкви греков ограбленными и разрушенными, в то время как турецкое население ушло в горы с приближением дивизии.

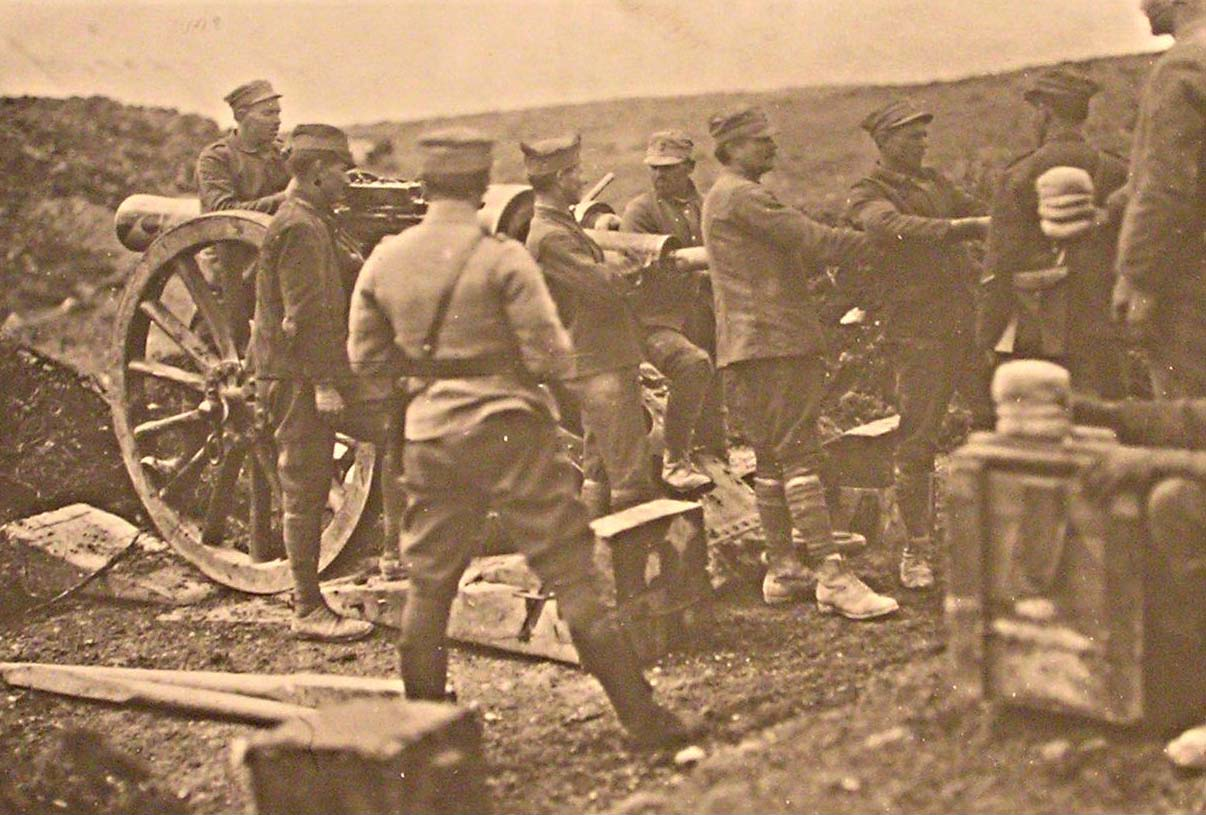
Батарея орудий Шкода 105 мм Отдельной дивизии

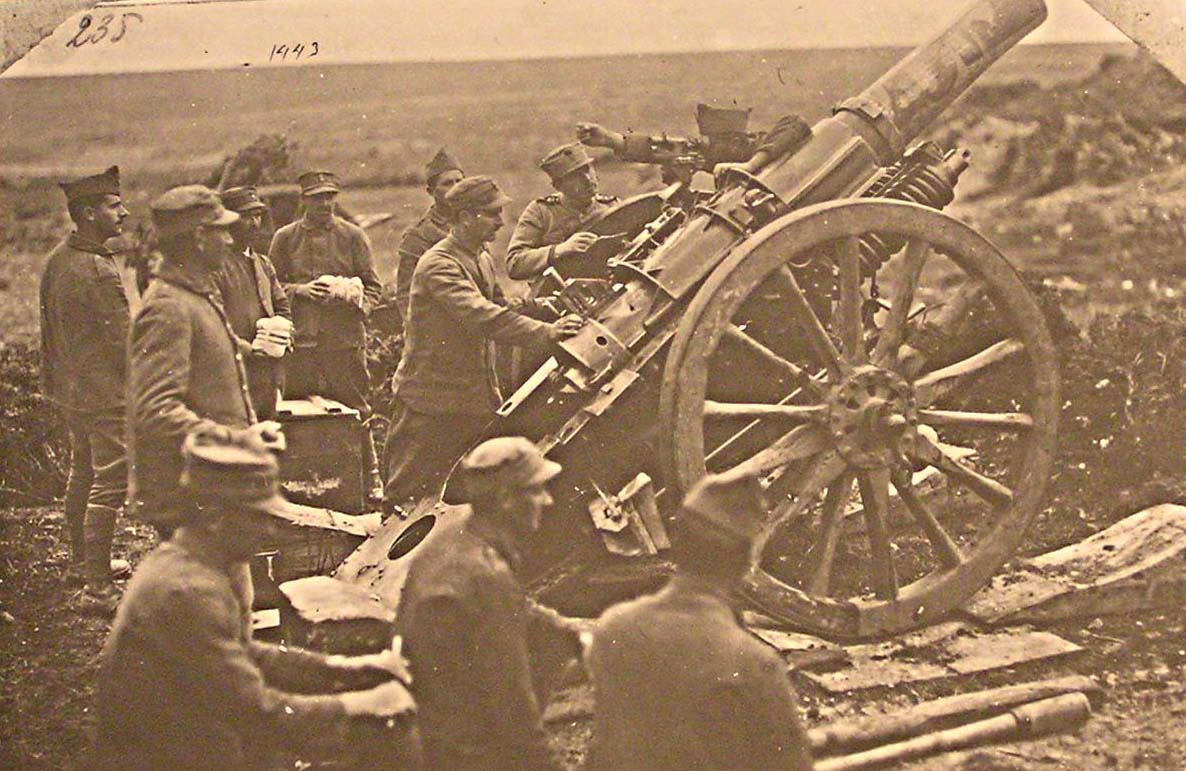
Батарея орудий Шкода 105 мм Отдельной дивизии ведёт огонь по неприятелю

### Кыркагач
После маленькой передышки, марш продолжился к Кыркагач. На всём протяжении перехода до города, части арьергарда, но и другие части охранявшие колонну по периметру, подвергались постоянным налётам и атакам турецкой кавалерии но и обстрелу артиллерией турецкой дивизии, которая следовала за греческой колонной. Части турецкой кавалерии из Кыркагача будучи не в состоянии оценить греческую колонну и предполагая что имеют дело с деморализованными греческими частями, приблизились призывая греческих солдат сдаться.
После того как Отдельная дивизия открыла огонь, турки обратились в бегство. При вступлении дивизии в город, турецкий комендант приказал своему гарнизону сдать оружие. Продовольствие и снабжение были реквизированы греческой дивизией. Греческое и армянское население города попросило согласия следовать за дивизией, надеясь спастись таким образом. В этот раз запрос населения был принят командованием. 4000 человек гражданского населения вошли в колонну, подарив своё имущество своим соседям туркам.
После подтверждения полученной информации о том, что Смирна (Измир) была разрушена, Аксарион (Акхисар) и Магнесия (Маниса) были заняты турецкими силами и что греческая армия погрузилась на корабли в Чешме и в Муданья, командование дивизии приняло решение идти маршем через города Сома, Киник и Пергам, к Дикили, южнее Кидониес, чтобы переправится напротив, на остров Лесбос. Солдаты дивизии шли уже босыми, поскольку их обувь износилась. Дивизия дошла до Пергама. Многие безоружные беженцы колонны были убеждены турецкими жителями города остаться в Пергаме, под их защиту. Несмотря на возражения командования Отдельной дивизии, часть гражданского населения осталась в городе. Позже стало известно, что гражданское население было вырезано четами.

### Прибытие и эвакуация из Дикили
На подходе к Дикили солдаты авангарда, так же как эллины из «десяти тысяч» из «Анабасис» Ксенофонта разразились криками «таласса» (греч. Θάλασσα — море).
Авангард 53-полка, под командованием подполковника Ципураса, в составе 2-го батальона гвардейцев и дивизиона горной артиллерии, отбил Дикили у турецких чет и подготовил почву для прибытия дивизии. Город был разрушен иррегулярными частями турок. Наведя порядок в городе, часть авангарда переправилась на остров Лесбос и реквизировала греческие грузовые пароходы «Иония» и «Этолия». На этих пароходах была успешно произведена эвакуация дивизии вместе с 3000 беженцев в Грецию. На протяжении всего времени эвакуации, части арьергарда дивизии вели бой с наседавшими кавалерийскими и иррегулярными частями турок, до завершения переправы дивизии и беженцев на Лесбос. В числе последних, 3 сентября 1922 года, при огневой поддержке с подошедшего миноносца «Тетис ΙΙ», переправились командиры полков И.Константину и Н. Ципурас, начальник штаба дивизии Г. Момфератос, командир арьергарда Абудуроглу и комендант Дикили подполковник С. Маврогенус.
.

## Деятельность дивизии в Греции[28]

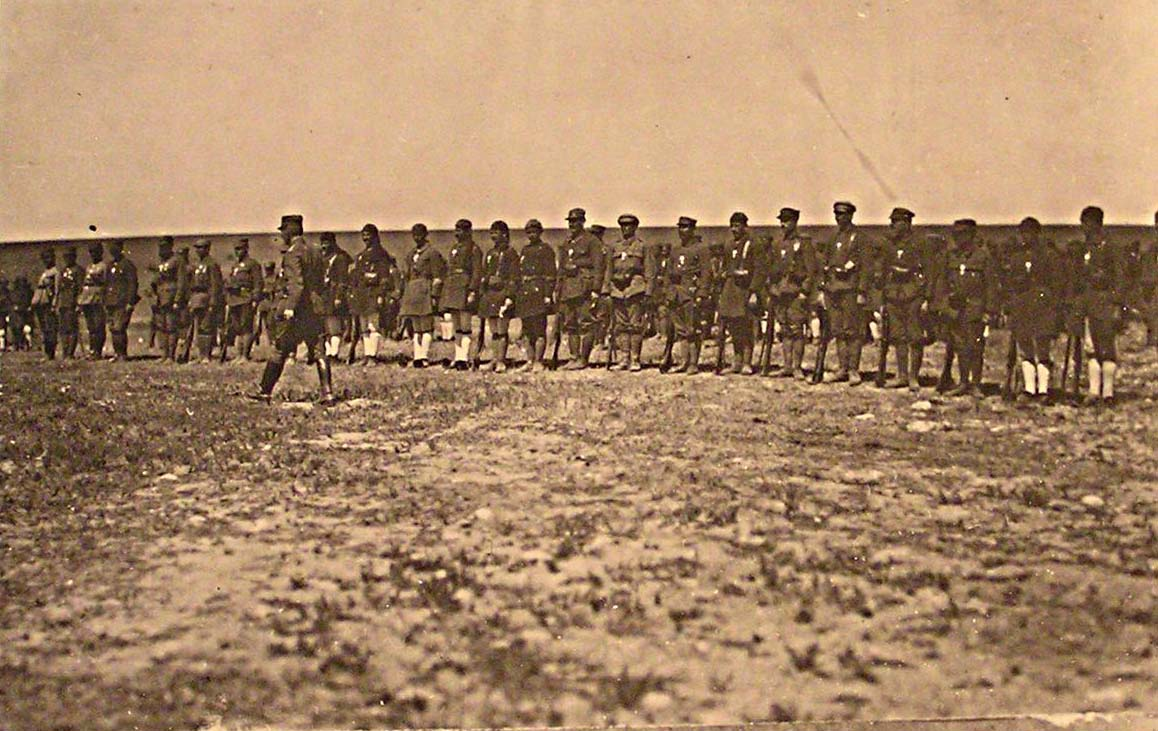
Награждение рядовых 53-го пехотного полка Отдельной дивизии медалью За Отвагу.

На Лесбосе, Отдельная дивизия взяла на себя восстановление порядка и разоружение деморализованных солдат других частей, перебравшихся на остров. Уже 4 сентября началась переброска дивизии с Лесбоса в Фессалоники. Здесь дивизия прошла реорганизацию и в её состав вновь вошёл 52-й пехотный полк. Последней дислокацией дивизии стал регион города Александруполис, около сегодняшней границы с Турцией по реке Эврос (Марица. Здесь, после объединения с оставшимися частями 12-й дивизии, Отдельная дивизия была переименована в 12-ю дивизию.